# Burgstall Burg (Eichendorf)
Der Burgstall Burg bezeichnet eine abgegangene mittelalterliche Höhenburg in der Einöde Burg des niederbayerischen Marktes Eichendorf im Landkreis Dingolfing-Landau. 
Er liegt unmittelbar im Bereich der Einöde und 3,6 km südöstlich von Eichendorf bzw. 700 m südsüdwestlich von Dornach entfernt. Er liegt zwischen dem Petzenbach und dem Kanterholzgraben, die beide zur Vils führen. Er wird als Bodendenkmal unter der Aktennummer D-2-7343-0045 im Bayernatlas als „Burgstall des Mittelalters“ geführt. 

## Beschreibung
Eine längliche Bodenwelle quer über den nach Norden in das Vilstal vorspringenden Bergsporn bildet die Reste eines hufeisenförmigen Wallgrabenzugs. Dieser ist ca. 120 m lang, wobei die Höhendifferenz zwischen Grabensohle und Wallkrone ca. 1,6 m beträgt. Die Anlage wird auch als Fliehburg bezeichnet.

## Geschichte
Es wird die Vermutung geäußert, dass die Anlage auf die Herren von Dornach zurückgeht, die diese im 12. Jahrhundert errichtet haben sollen.